# Crystal City (Texas)
Pour les articles homonymes, voir Crystal City.
La ville américaine de Crystal City est le siège du comté de Zavala, dans l’État du Texas,. Elle comptait 7 138 habitants, lors du recensement de 2000, population estimée à 7 264 habitants, en 2017. Il s'agissait d'une communauté agricole et d'élevage et d'un important arrêt de chemin de fer, situé à 180 km de San Antonio. Les épinards sont devenus une culture importante et la ville s'est fait connaître en tant que « capitale mondiale de l'épinard ». Pendant la Seconde Guerre mondiale, un grand camp d'internement est implanté à proximité. La ville est également connue dans l'histoire de l'autodétermination politique des Mexicano-Américains pour la fondation du parti La Raza Unida. 

## Démographie
Lors du recensement de 2010, le village comptait une population de 7 138 habitants. Elle est estimée, en 2017, à 7 264 habitants.

### Source de la traduction
- (en) Cet article est partiellement ou en totalité issu de l’article de Wikipédia en anglais intitulé « Crystal City, Texas » (voir la liste des auteurs).